# Гарний коп
Гарний коп (англ. The Good Cop) — американський комедійно-драматичний телесеріал 2018 року створений Енді Брекмана. Прем'єра відбулася на каналі «Netflix» 21 вересня 2018 року. Телесеріал є рімейком ізраїльського ситкому з однойменною назвою, створеного режисерами Ересом і Томером Авірамами та продюсером Йоавом Ґросом. 13 листопада 2018 року «Netflix» повідомив, що не буде фільмувати продовження телесеріалу.

## Синопсис
Ентоні «ТіДжей» Карузо-молодший (Джош Ґробан) — син колишнього поліцейського, працює детективом у поліції Нью-Йорка. Він не такий, як його батько, хлопець дотримується всіх правила, та не порушує закони. Його батько Ентоні «Тоні» Карузо-старший (Тоні Данза) — протилежність синові, він відсидів у в'язниці вісім років за звинуваченням в корупції. Вийшов з ув'язнення, умовно-дострокове звільнення, за умови, що буде мешкати у свого сина і не буде більше потрапляти в усілякі халепи. За дотриманням вимог звільнення Тоні наглядає інспектор Кора Васкес (Моніка Барбаро). Батько починає розслідувати злочини разом з сином. Вони стають напарниками, хоча методи у них різні. Щоб розкривати складні злочини, батькові та синові необхідно навчитися розуміти один одного, а це не так просто зробити.  

## У ролях
- Тоні Данза[en] — Ентоні «Тоні» Карузо-старший.
- Джош Ґробан — Ентоні «ТіДжей» Карузо-молодший[3].
- Моніка Барбаро — Кора Васкес[6].
- Ісайя Вітлок мол.[en] — Барл Луміс[7].
- Білл Котткамп — Райан.
- Джон Скурті[en] — Венделл Кірк, перукар та товариш Тоні
- Френк Вейлі — Джозеф Пріветт[8].

## Епізоди
| № серії | Назва серії                           | Режисер(и)      | Сценарист(и)   | Оригінальна дата виходу |
| ------- | ------------------------------------- | --------------- | -------------- | ----------------------- |
| 1       | «Who Framed the Good Cop?»            | Ренді Зіск      | Енді Брекман   | 21 вересня 2018         |
| 2       | «What Is the Supermodel's Secret?»    | Ренді Зіск      | Енді Брекман   | 21 вересня 2018         |
| 3       | «Who Is the Ugly German Lady?»        | Алекс Гардкастл | Девід Брекман  | 21 вересня 2018         |
| 4       | «Will the Good Cop Bowl 300?»         | Родріґо Ґарсіа  | Енді Брекман   | 21 вересня 2018         |
| 5       | «Will Big Tony Roll Over?»            | Кевін Гукс      | Джонатан Кольє | 21 вересня 2018         |
| 6       | «Did the TV Star Do It?»              | Сільвер Трі     | Енді Брекман   | 21 вересня 2018         |
| 7       | «Who Killed the Guy on the Ski Lift?» | Кевін Гукс      | Гі Конрад      | 21 вересня 2018         |
| 8       | «Will Cora Get Married?»              | Німа Барнетт    | Енді Брекман   | 21 вересня 2018         |
| 9       | «Why Kill a Busboy?»                  | Ребекка Ешер    | Джонатан Кольє | 21 вересня 2018         |
| 10      | «Who Cut Mrs. Ackroyd in Half?»       | Ренді Зіск      | Енді Брекман   | 21 вересня 2018         |